# Israel Meir Freimann
Israel Meir Freimann (jiddisch ישראל מאיר פריַימאן, auch Israel Meier Freimann; geboren am 27. September 1830 in Krakau, Republik Krakau; gestorben am 21. August 1884 in Ostrowo, Deutsches Reich) war ein deutscher Rabbiner in Filehne und Ostrowo.

## Leben
Geboren als Sohn des Lehrers Eliakum Freimann und der Esther Breiter, erhielt er seine früheste Ausbildung vom Vater und lernte ab dem 13. Lebensjahr an verschiedenen talmudischen Schulen (Jeschivot) in Ungarn. Nach einem Jahr (1850) auf einem Gymnasium mit Wohnung bei seinem älteren Bruder Isak (Eisik) in Leipzig, Sachsen, zog Freimann nach Breslau, Königreich Preußen. Dort trat er 1852 in die Prima des katholischen Matthias-Gymnasiums ein und legte später das Abitur ab. Anschließend studierte er von Mai 1856 bis 1860 Philosophie und orientalische Sprachen an der Schlesischen Friedrich-Wilhelms-Universität. Der schlesische Landesrabbiner Gedalja Tiktin ordinierte Freimann 1860 zum Rabbiner.
Noch im selben Jahr trat er das Rabbinat der jüdischen Gemeinde in Filehne an, später wechselte er in gleicher Funktion nach Ostrowo, beide in der Provinz Posen. 1865 promovierte er bei Dekan Johann Gustav Stickel mit der Arbeit Ein Beitrag zur Geschichte der Ophiten an der Herzoglich-Sächsischen Gesammtuniversität (Salana) in der Saalestadt Jena, Sachsen-Weimar-Eisenach. Im Dezember 1870 hatte die Israelitische Synagogengemeinde Ostrowo Freimann zur Vorstellung eingeladen, und die stimmberechtigten Mitglieder wählten ihn am 21. Mai 1871 einstimmig zum Rabbiner.
Mit Freimanns Dienstantritt am 7. September 1871 endete die Vakanz des Rabbinats Ostrowos, das nach dem Tode seines Vorgängers Aron Stössel (31. Mai 1861) immer nur interimistisch besetzt worden war. Freimann wirkte danach bis zu seinem Tode als Rabbiner Ostrowos. Die ihm angebotene Nachfolge Rektor Zacharias Frankels am Jüdisch-Theologischen Seminar Fraenckel’scher Stiftung in Breslau schlug er wegen religiöser Skrupel aus. Von 1874 bis 1884 hielt Freimann den jüdischen Religionsunterricht am Königlichen Gymnasium Ostrowos ab. In Ostrowo wurde 1900 die Freimannstraße nach ihm benannt. Freimanns Nachfolger in Ostrowo war Rabbiner Dr. Elias Plessner, Sohn des Predigers Salomon Plessner in Berlin.
Freimanns Ausgabe des midraschischen Werkes ספר והזהיר (Sēfer We-Hizhir: zwei Teile), dem er den wertvollen Kommentar ענפי יהודה (ʿAnpēi Jehûdāh) beifügte, ist unbestreitbarer Ausweis seiner Gelehrtheit. Die Responsen (בנין ציון [Binyan Ẓiyyon]) seines Schwiegervaters Jakob Ettlinger enthalten viele von Freimanns Essays. Mit seiner Frau Helene Ettlinger (⚭ 1860) hatte Freimann acht Kinder: Josef, Nanette (verheiratete Simonsohn), Isak, Esther (unverheiratet), Regina (sie heiratete Jakob Freimann, ihren Cousin), Judith (verheiratete Pinczower), Aron und Frida (verheiratete Czapski).

## Werke
- als Autor: Ein Beitrag zur Geschichte der Ophiten. Herzogl.-Sächs. Gesammt-Univ. Jena, Diss., Jena 1865.
- als Herausgeber und Kommentator: Chefez ben Jazliach (auch hebräisch חפץ אלוף, Chefez Alluph), ספר והזהיר (Sēfer: We-hizhir): 2 Bände mit Freimanns Kommentar ענפי יהודה (ʿAnpēi Jehûdāh)
  - Bd. 1: לסדר שמות [Le-sēder Šemōt]. Vollrath, Leipzig 1873
  - Bd. 2: לסדר ויקרא, במדבר [Le-sēder Waj-jiqrā, Be-midbar]. Баумриттер, Warschau 1880